# Baron St. Leonards

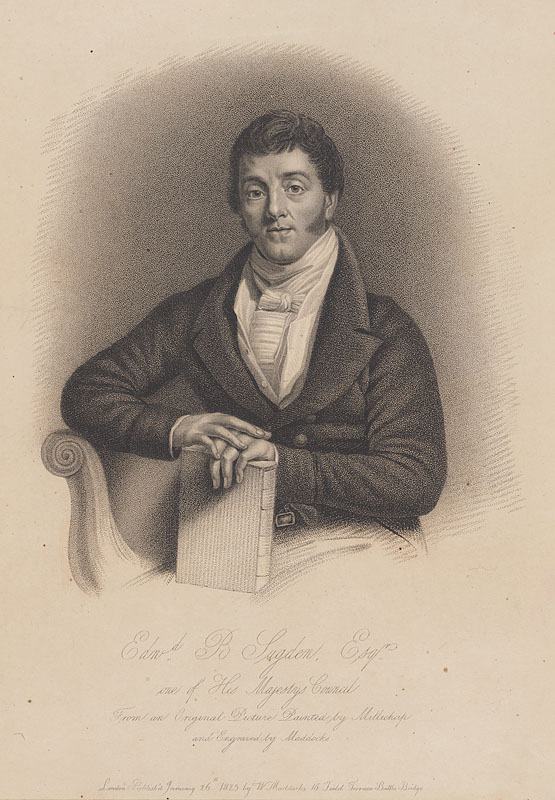
Edward Sugden, 1. Baron St. Leonards

Baron Saint Leonards, of Slaugham in the County of Sussex, war ein erblicher britischer Adelstitel in der Peerage of the United Kingdom.
Der Titel wurde 1852 für den Lordkanzler Sir Edward Sugden geschaffen. Der Titel erlosch 1985 beim Tod des 4. Barons.

## Liste der Barone St. Leonards (1852)
- Edward Sugden, 1. Baron St. Leonards (1781–1875)
- Edward Burtenshaw Sugden, 2. Baron Saint Leonards (1847–1908)
- Frank Edward Sugden, 3. Baron Saint Leonards (1890–1972)
- John Gerald Sugden, 4. Baron Saint Leonards (1950–1985)